# Brain code
Der Brain Code, auch Mind-Code oder neuronaler Code genannt, bezeichnet die Interpretation der neuronalen Aktivität in der Hirnrinde als Datenstruktur für die Darstellung des geistigen Inhalts, Struktur und grundlegenden Mechanismen der Aktivitätsorganisation.

## Hypothesen
Die Hypothese, dass es einen einheitlichen Code oder eine Sprache gibt, die nicht nur dem menschlichen Gehirn zugrunde liegt, sondern im Wesentlichen allen neuronalen Strukturen, bezieht sich auf frühere Beiträge von Christoph von der Malsburg und anderen Autoren.
Dieser Ansatz taucht derzeit vermehrt in der öffentlichen Diskussion auf und wird verschiedenen Ebenen, in Medien und in Wissenschaftskreisen diskutiert.
Ein berühmtes Gedankenexperiment bringt des Beispiel der Newtonschen Gesetze, wie sie in der Principia im Jahre 1687 beschrieben werden, in Verbindung mit einem möglichen Ansatz, die noch unbekannten Funktionsweise des Hirns zu erklären. Man nimmt an, dass wenige einfache Prinzipien den komplexen Funktionen zugrunde liegen, ähnlich wie bei den Newtonschen Gesetzen der Fall ist. Newton entdeckte die grundlegenden physikalischen Gesetze, die für bewegte Körper auf der Erde und ebenso für Bewegungen von Planeten und Sternen im ganzen Universum zutreffen. Diese Gesetze lassen uns ihre Bewegungen verstehen und vorhersagen. Der Begriff "Brain-Code" beschreibt in dem Sinne eine noch unbekannte Reihe von Gesetzen, die der Funktion und Interaktion aller Teile und Strukturen des Gehirn (wie Gliazellen, Neuronen, genetische regulatorische Netzwerke oder andere Strukturen und Mechanismen) zugrunde liegen. Die Arbeit von Rodney A. Brooks und Rolf Pfeifer (“Embodied Embedded Cognition”) deutet an, dass nicht nur chemische und elektrische Abläufe innerhalb des Gehirns, sondern auch Prozesse, die über den ganzen Organismus (Körpers) stattfinden, eine tragende Rolle bei der Funktion spielen und bei der Erforschung des "Brain-Code" berücksichtigt werden müssen.